# Missions diplomàtiques de l'Uruguai

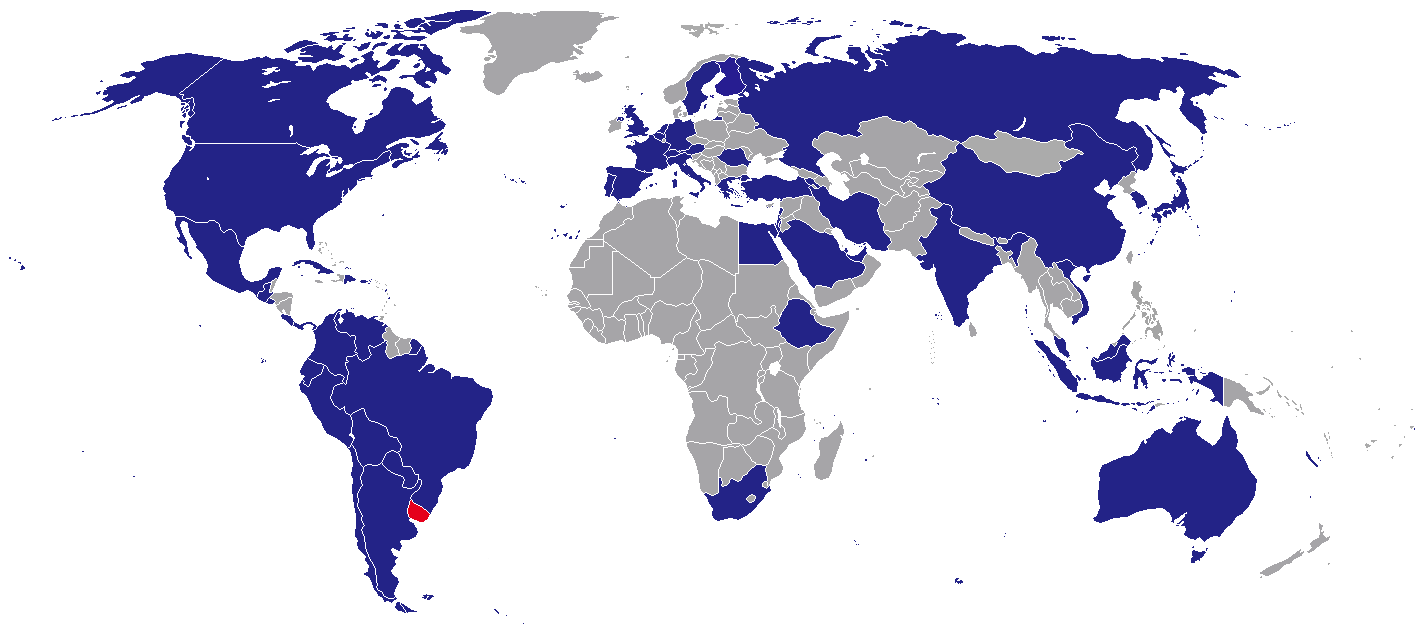
Mapa dels països amb ambaixades i consolats uruguaians.

Les missions diplomàtiques o relacions internacionals de l'Uruguai són les delegacions oficials i permanents d'aquest país d'Amèrica del Sud en altres estats del món. El país té seus diplomàtiques a 18 països europeus, 19 països americans, 4 africans, 5 asiàtics, 6 de l'Orient Mitjà i una seu a Austràlia. A més, participa en altres organismes internacionals com l'ONU, el Mercosur (amb seu a Montevideo), la Comunitat Sud-Americana de Nacions, la Unió Llatina, l'OEA, i és membre associat de la Comunitat Andina de Nacions (CAN), entre d'altres.
La següent és una llista de les ambaixades i dels consolats de l'Uruguai a l'estranger: 

## Àfrica

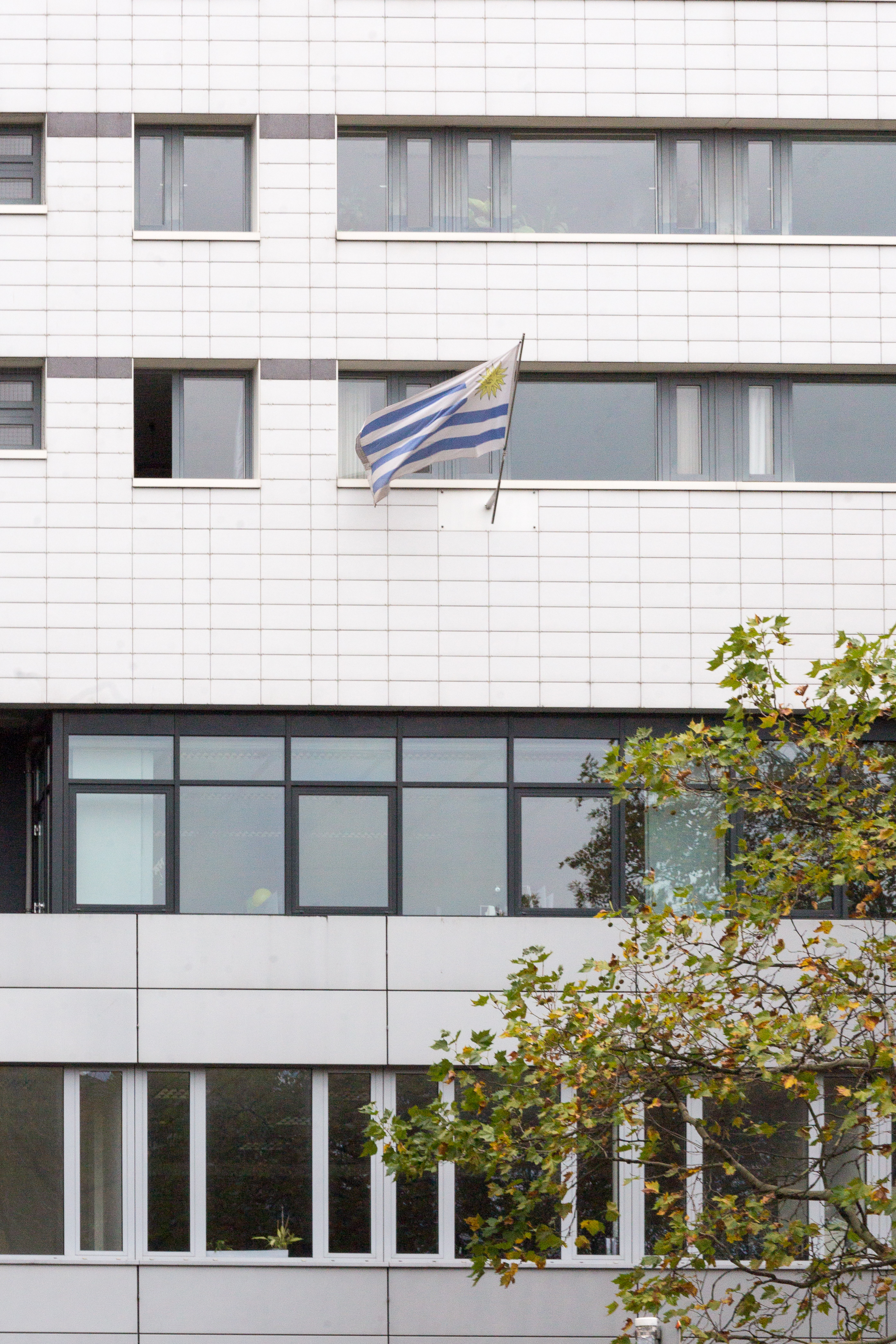
Ambaixada de l'Uruguai a Berlín

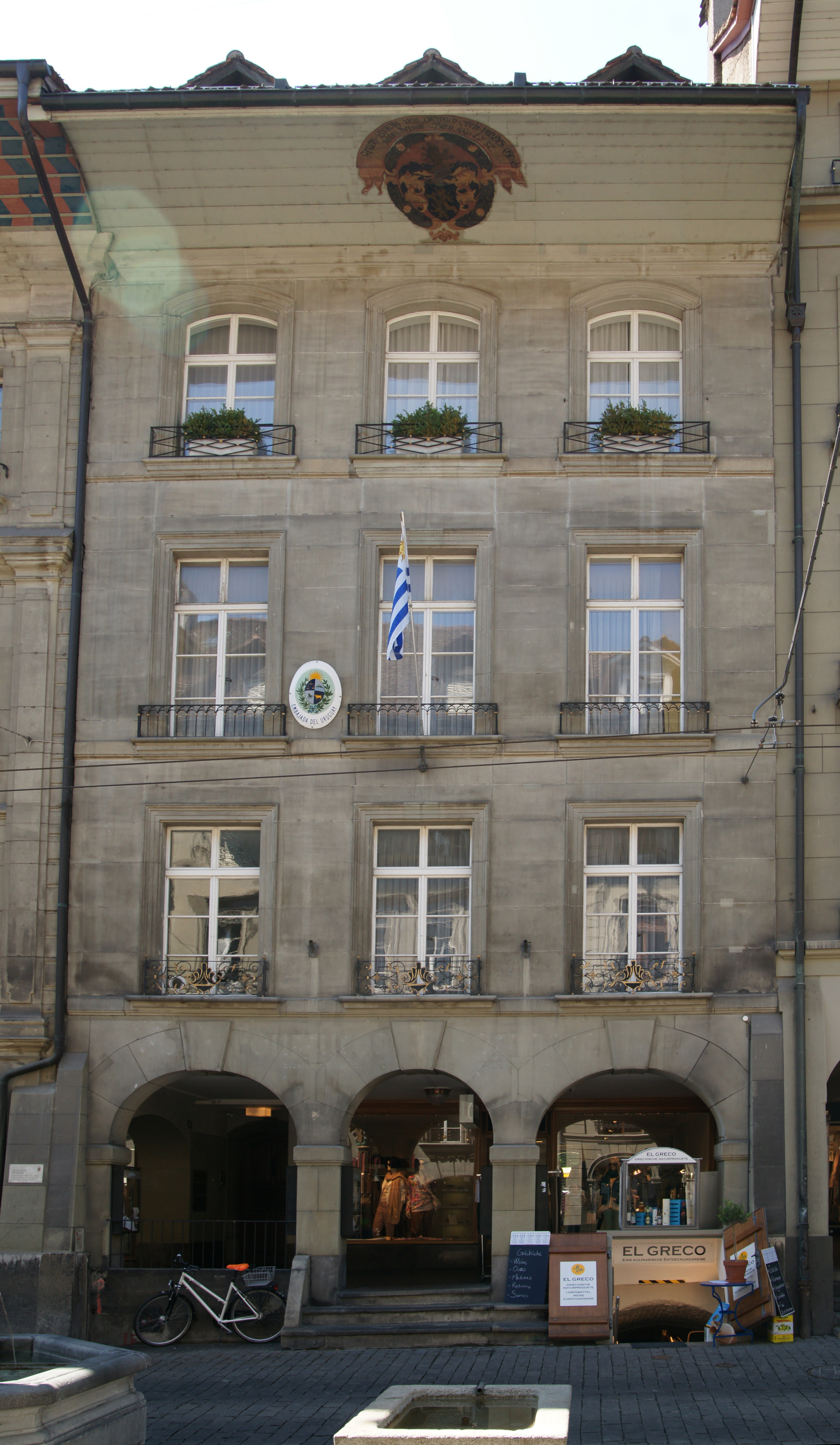
Ambaixada de l'Uruguai a Berna

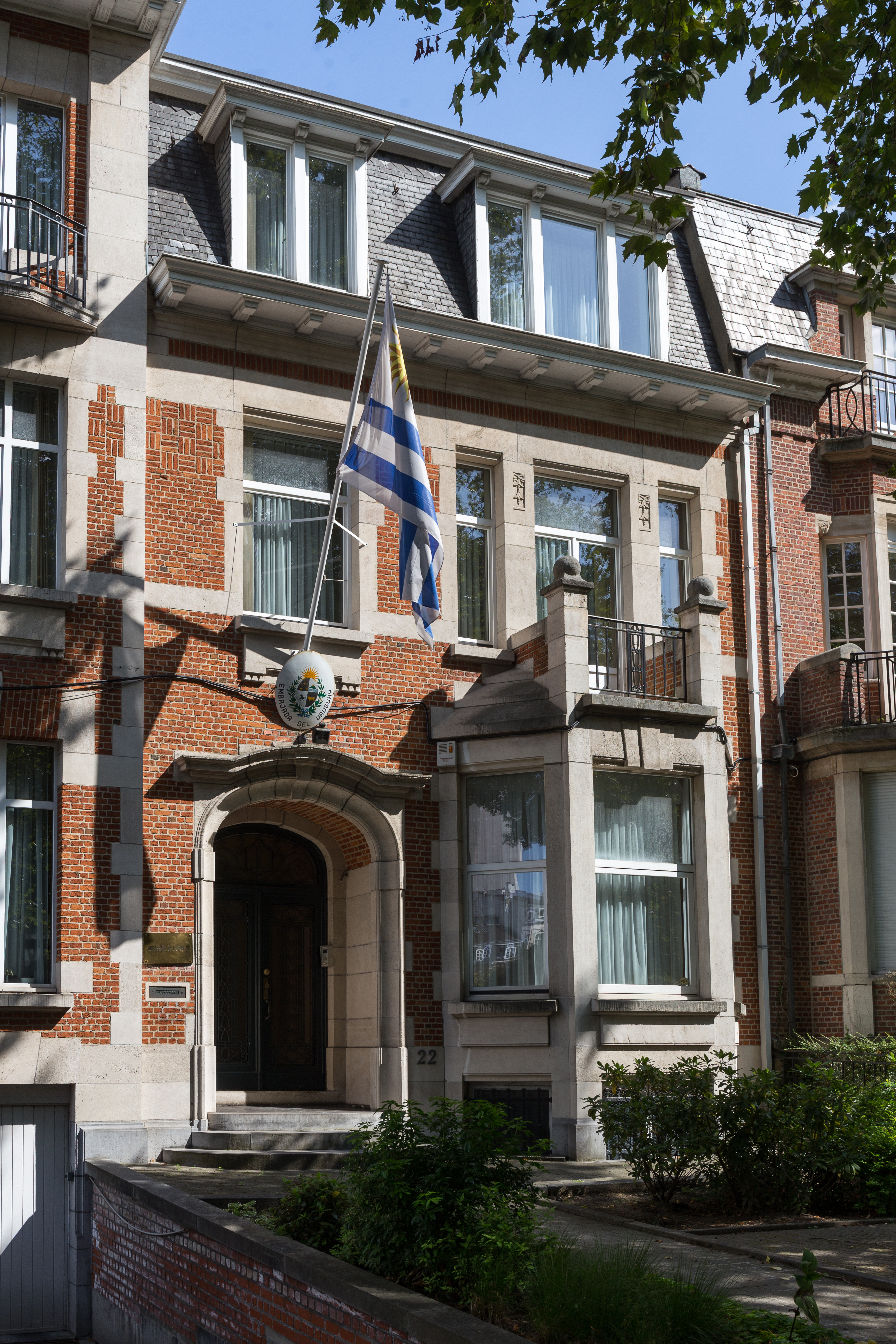
Ambaixada de l'Uruguai a Brussel·les

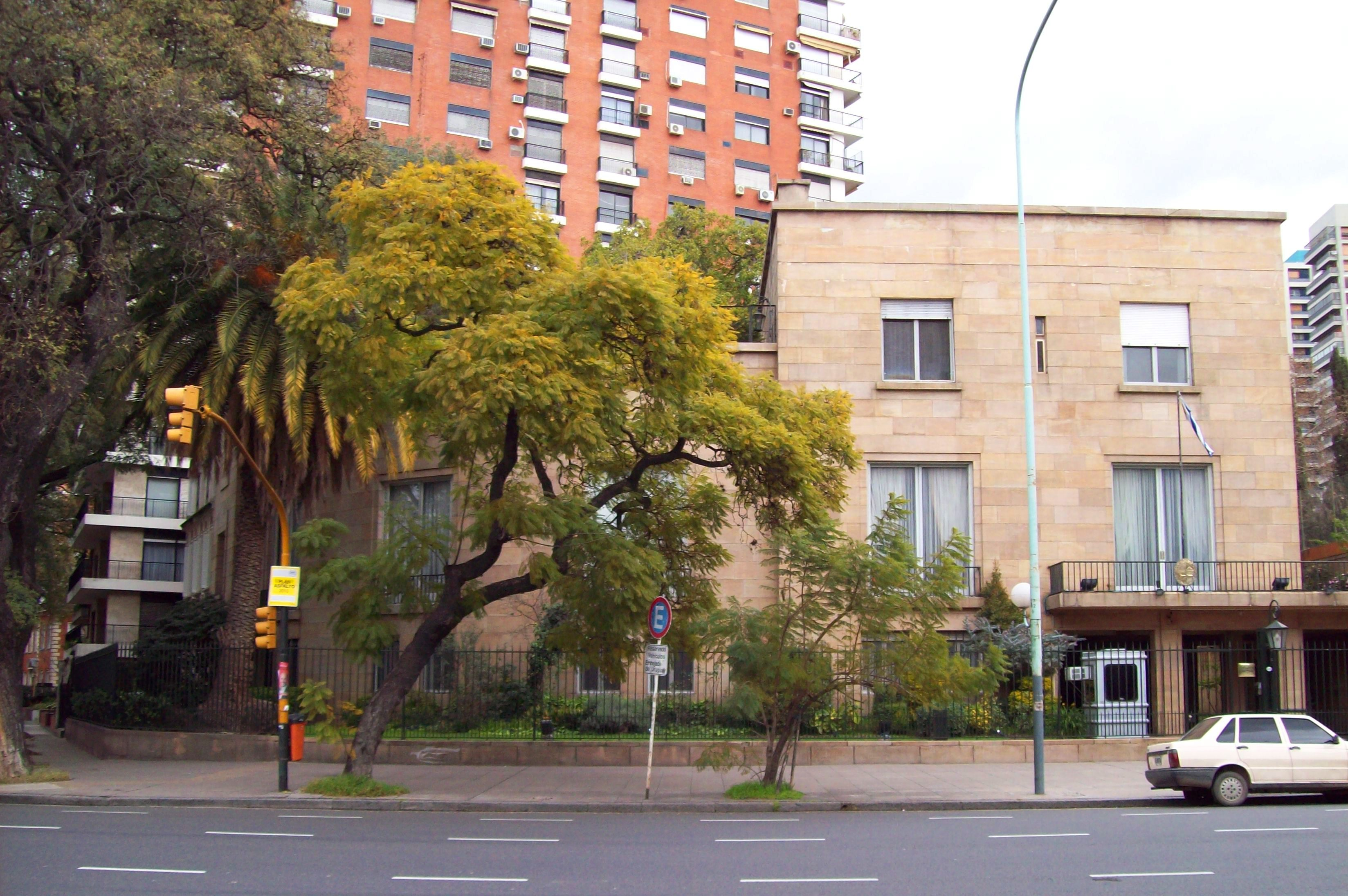
Residència de l'ambaixada de l'Uruguai a Buenos Aires

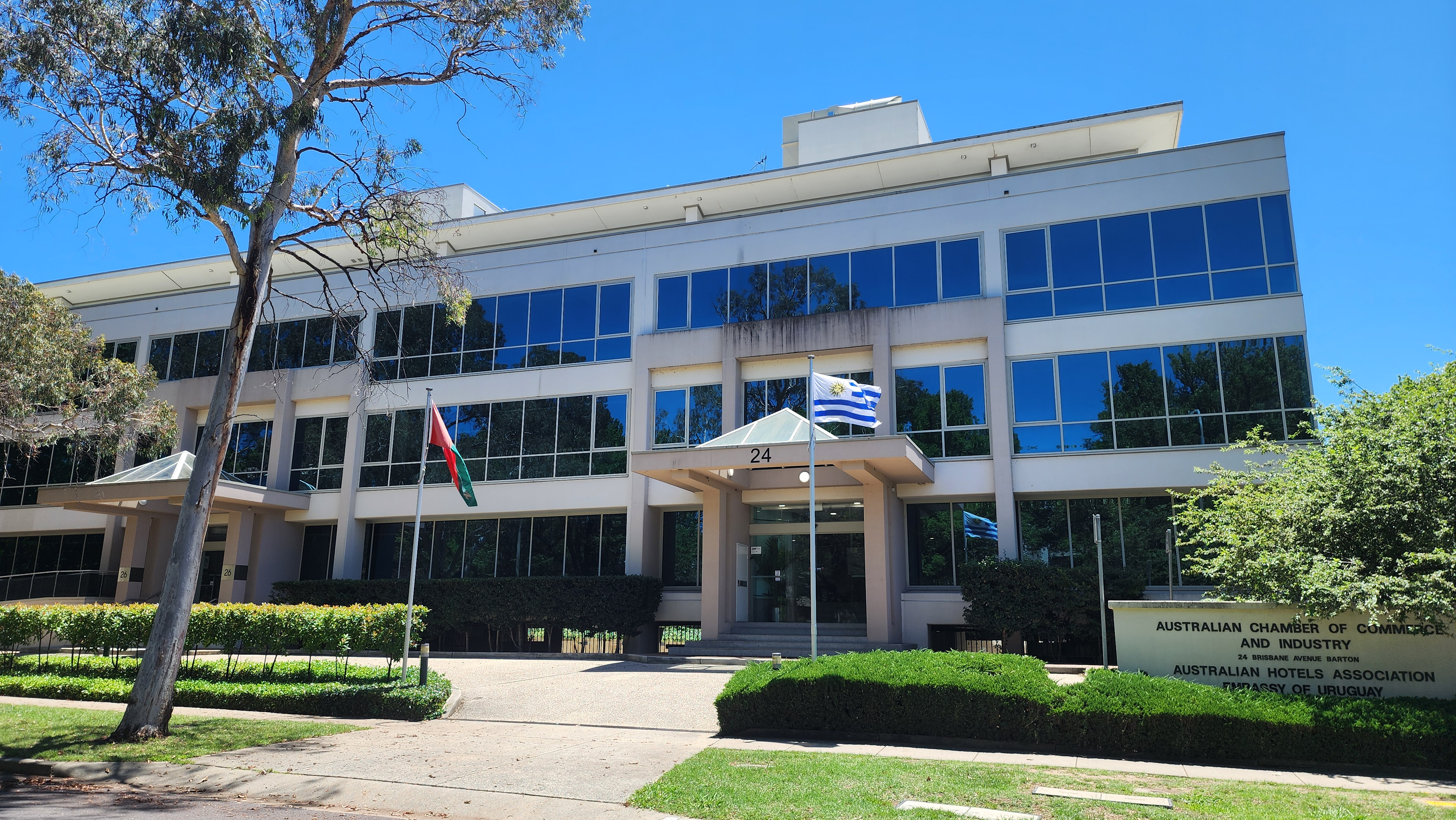
Ambaixada de l'Uruguai a Canberra

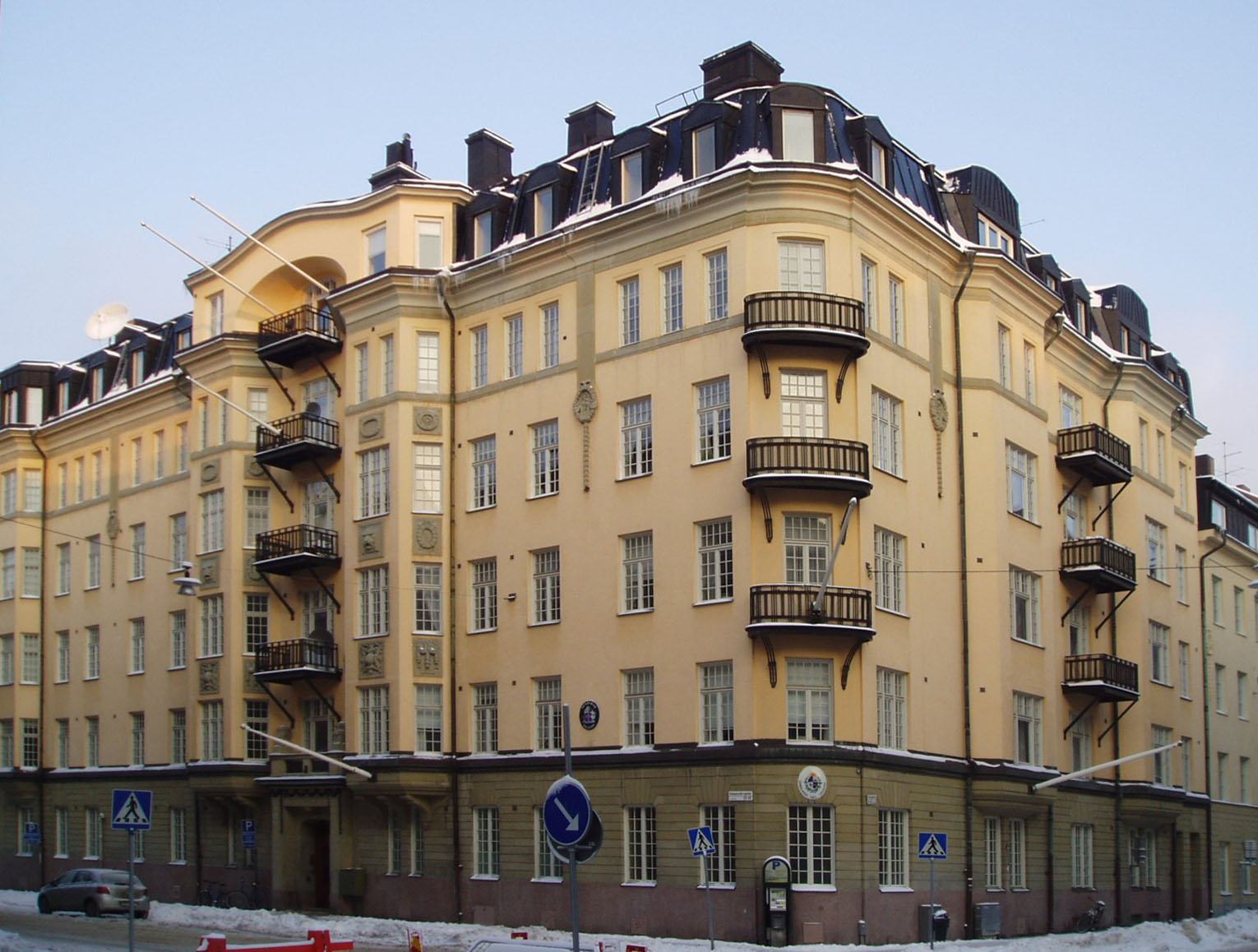
Ambaixada de l'Uruguai a Estocolm

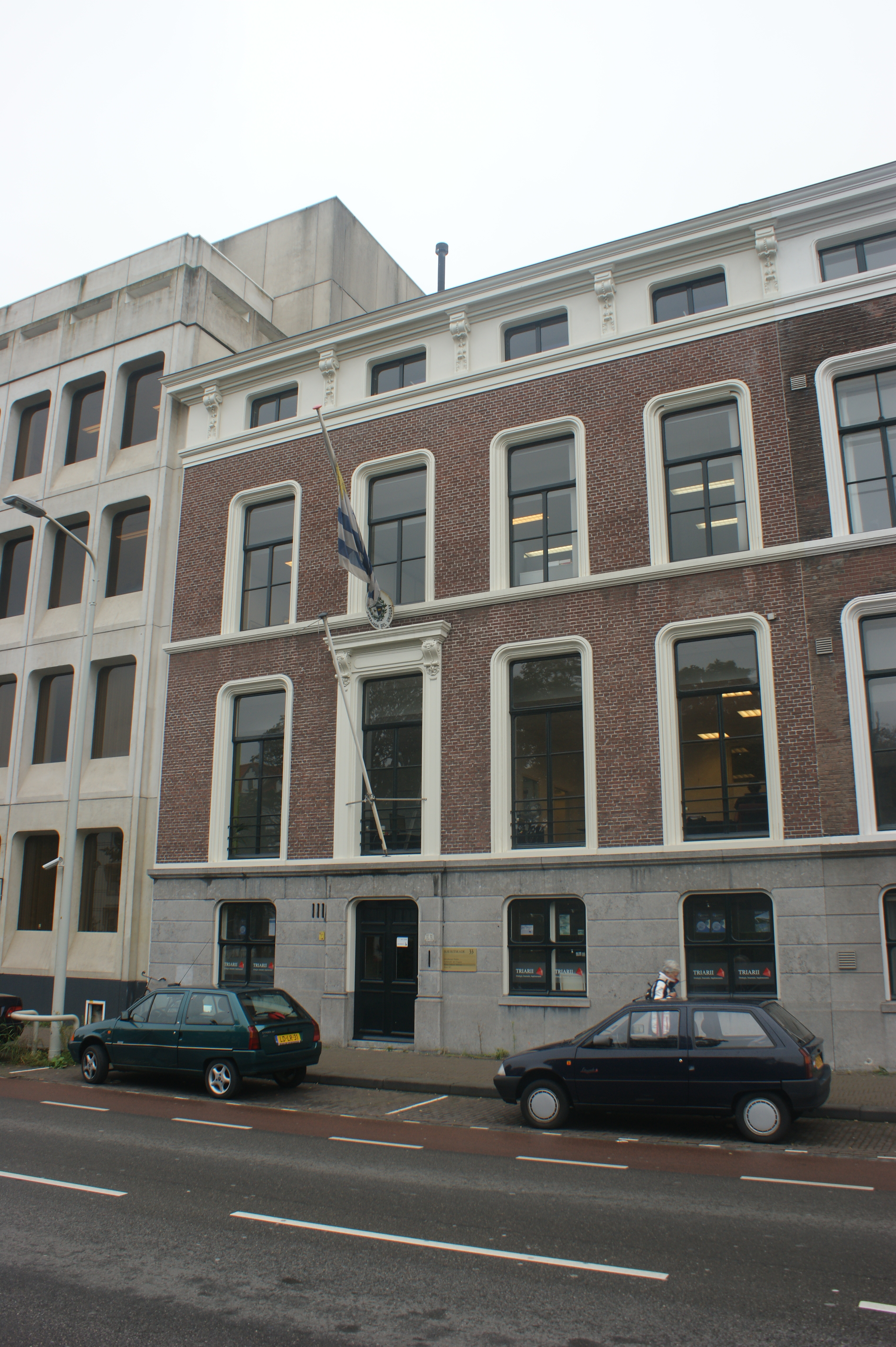
Ambaixada de l'Uruguai a La Haia

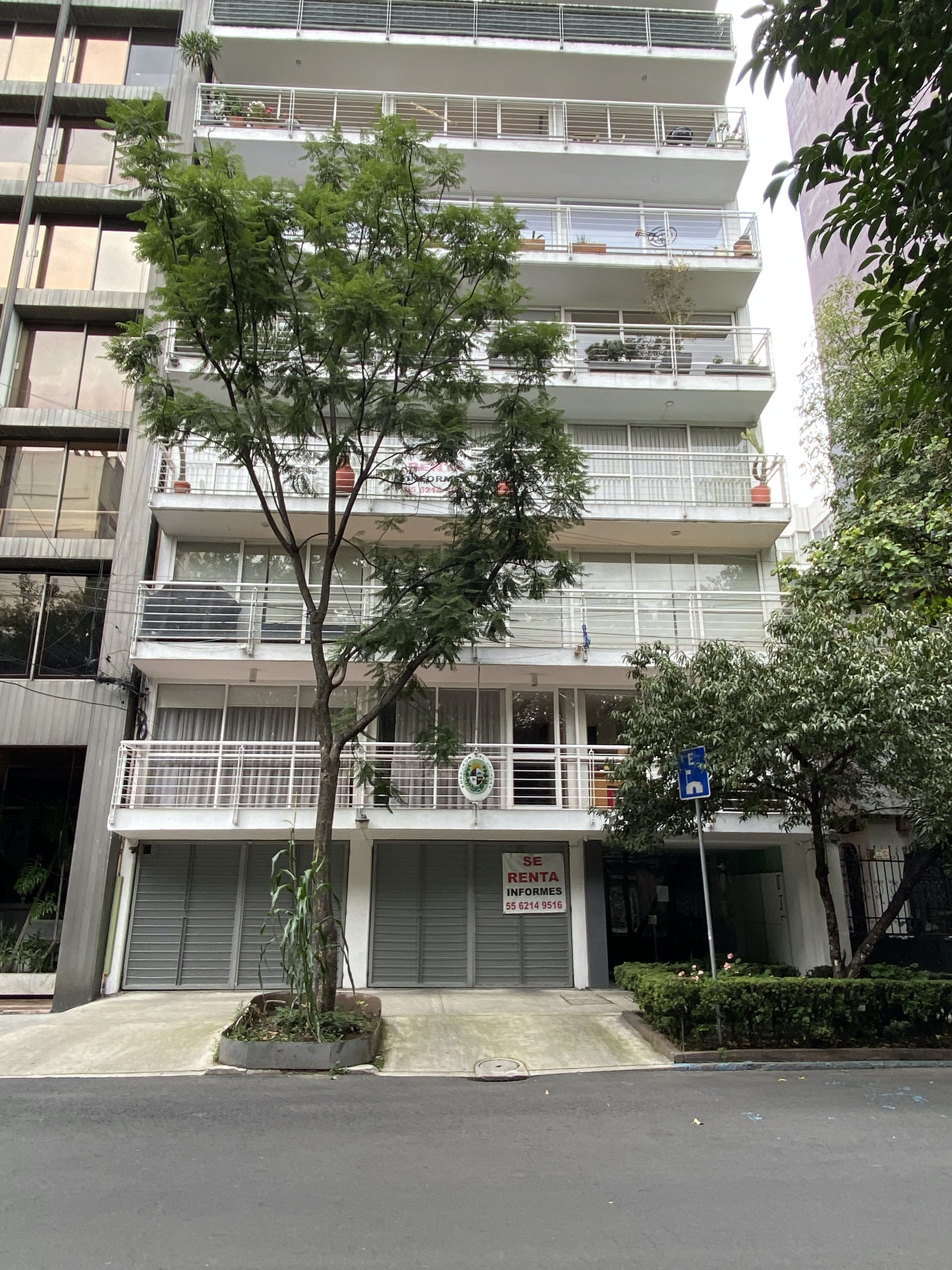
Ambaixada de l'Uruguai a Ciutat de Mèxic

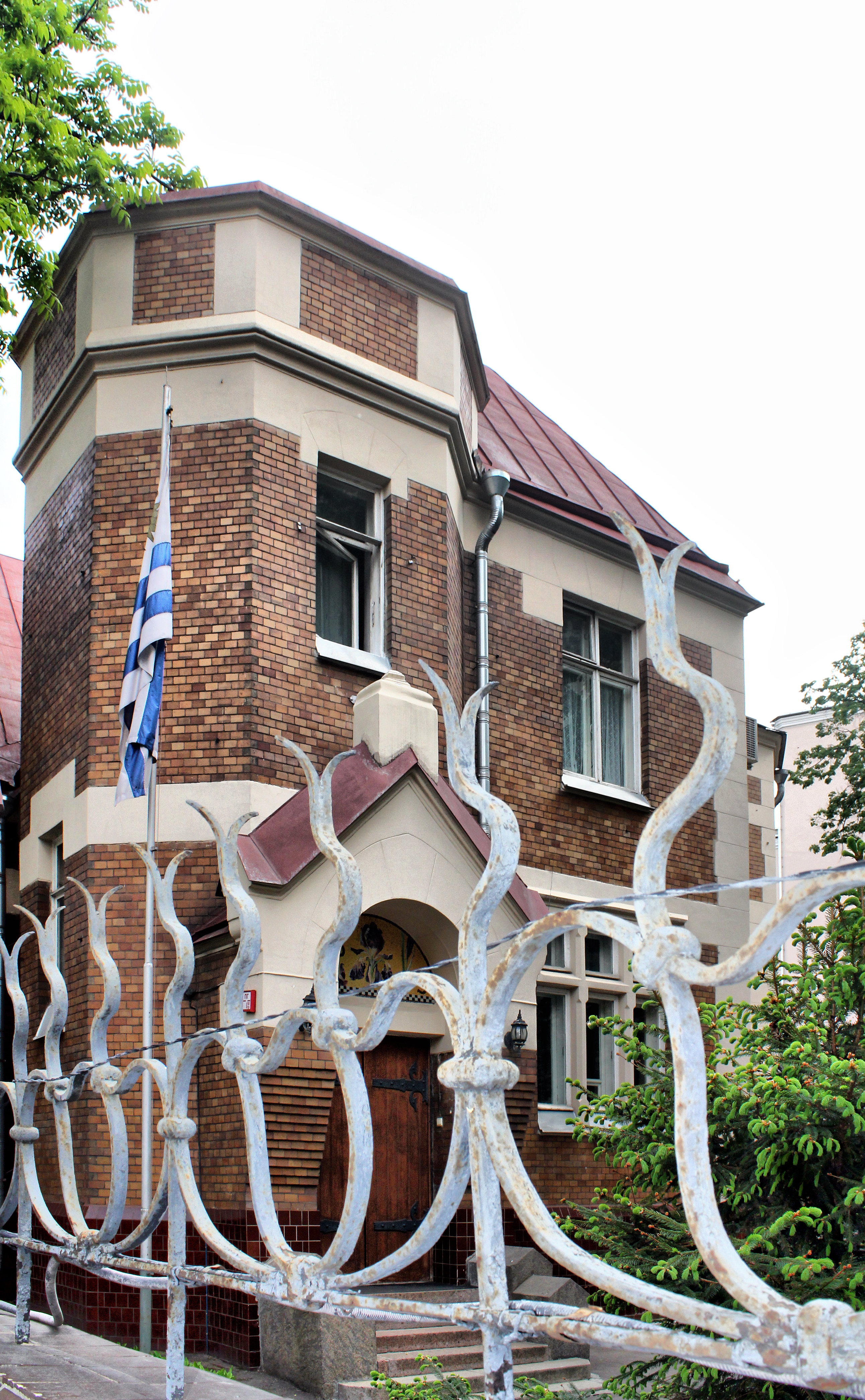
Ambaixada de l'Uruguai a Moscou

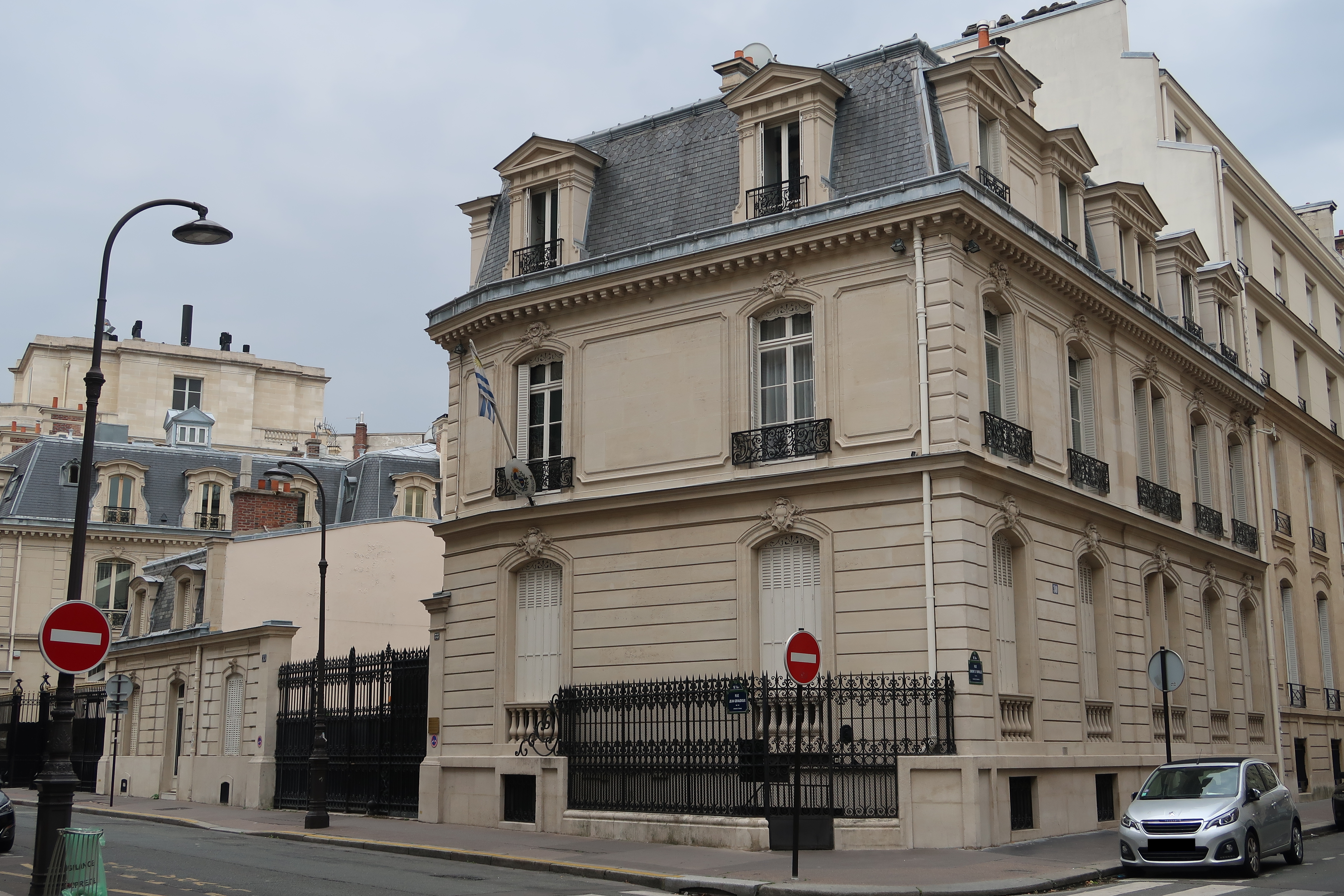
Ambaixada de l'Uruguai a París

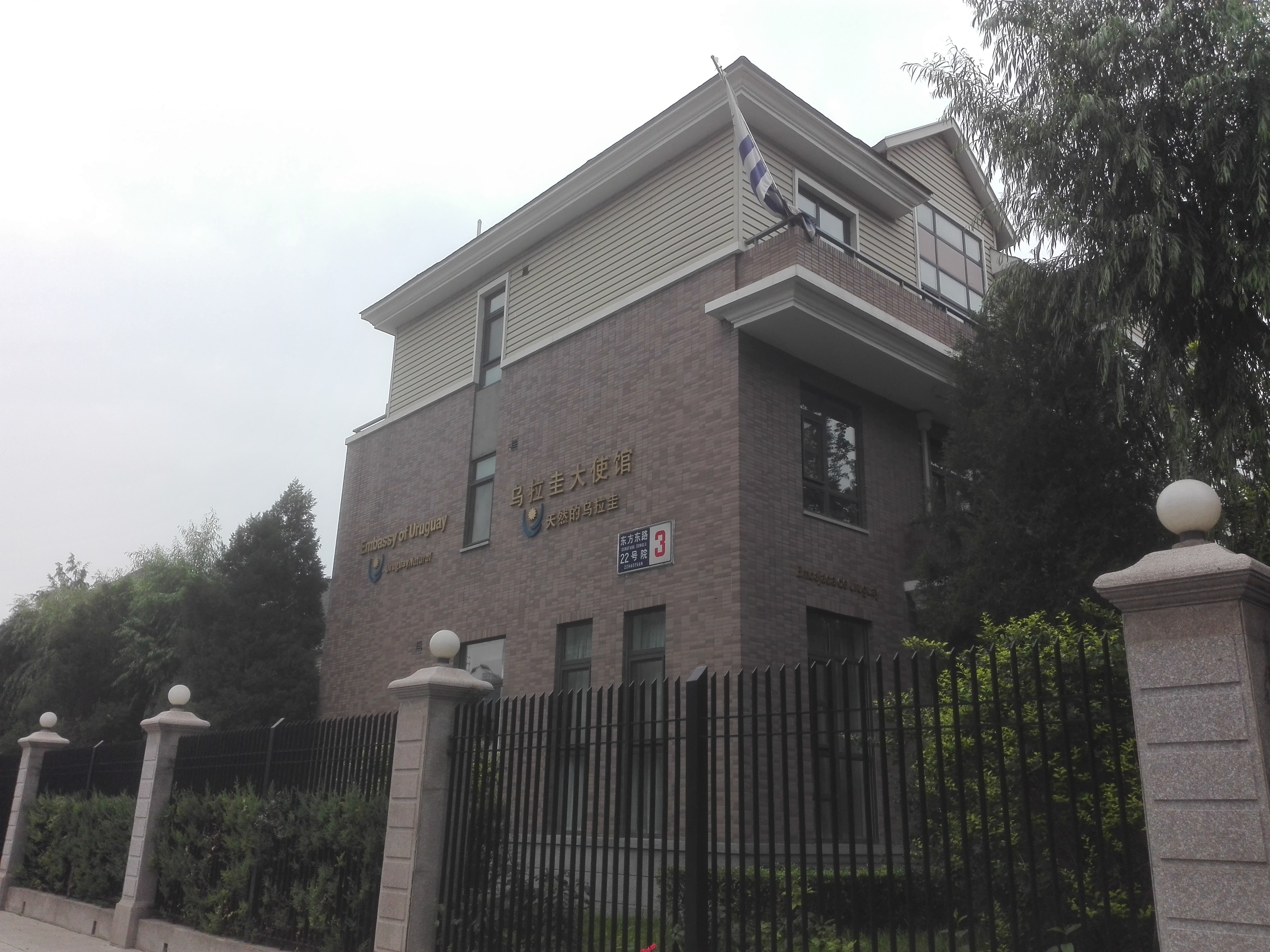
Ambaixada de l'Uruguai a Pequín

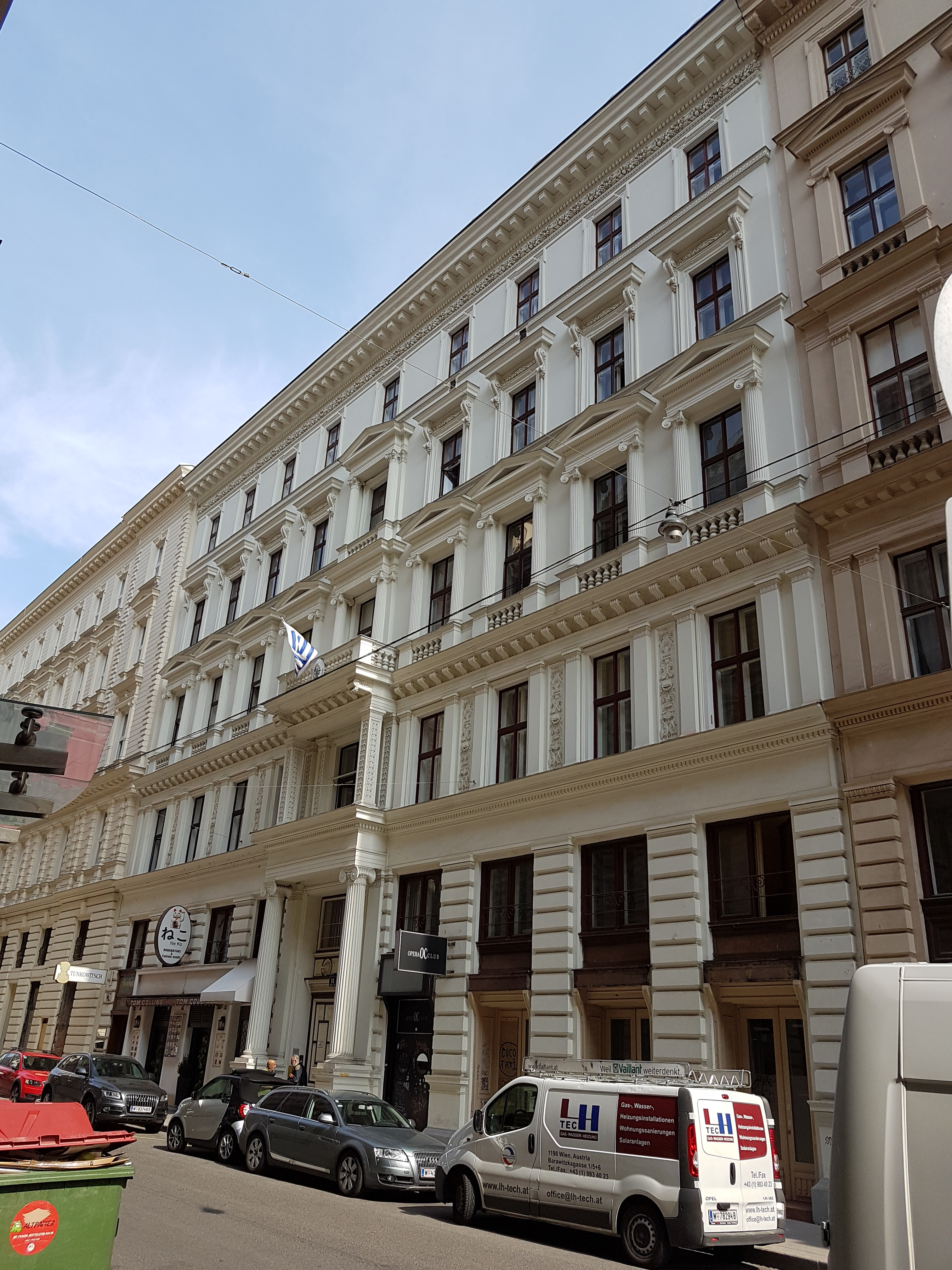
Ambaixada de l'Uruguai a Viena

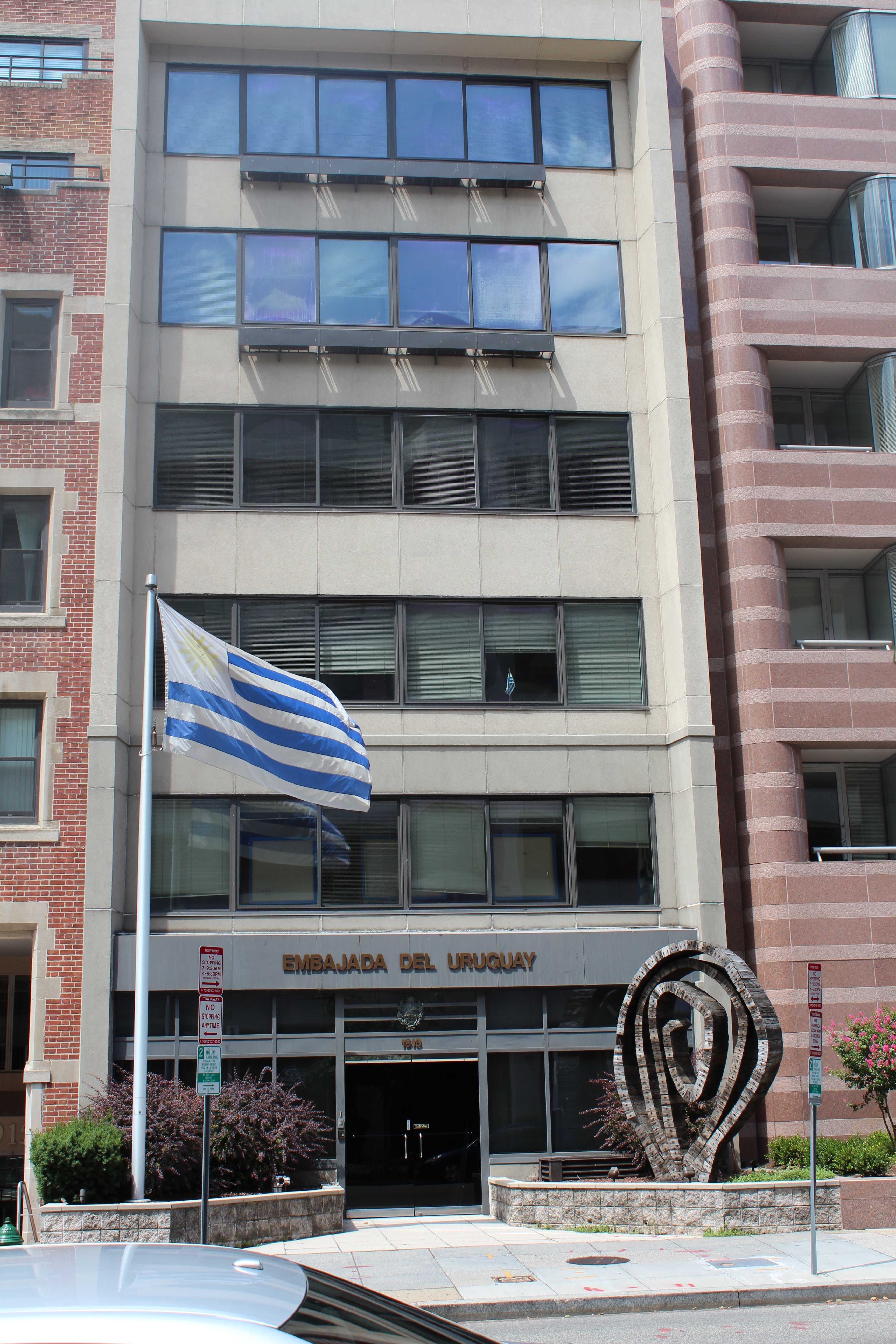
Ambaixada de l'Uruguai a Washington, D.C.

- Egipte
  - El Caire (Ambaixada)
- Etiòpia
  - Addis Abeba (Ambaixada)
- Sud-àfrica
  - Pretòria (Ambaixada)

## Amèrica
- Argentina
  - Buenos Aires (Ambaixada)
  - Córdoba (Consolat-General)
  - Rosario (Consolat-General)
- Bolívia
  - La Paz (Ambaixada)
  - Santa Cruz de la Sierra (Consolat-General)
- Brasil
  - Brasília (Ambaixada)
  - Belo Horizonte (Consolat-General)
  - Florianópolis (Consolat-General)
  - Porto Alegre (Consolat-General)
  - Rio de Janeiro (Consolat-General)
  - São Paulo (Consolat-General)
- Canadà
  - Ottawa (Ambaixada)
  - Montreal (Consolat-General)
  - Toronto (Consolat-General)
- Colòmbia
  - Bogotà (Ambaixada)
- Costa Rica
  - San José (Ambaixada)
- Cuba
  - L'Havana (Ambaixada)
- El Salvador
  - San Salvador (Ambaixada)
- Equador
  - Quito (Ambaixada)
- Estats Units
  - Washington, D.C. (Ambaixada)
  - Chicago (Consolat-General)
  - Miami (Consolat-General)
  - Nova York (Consolat-General)
  - San Francisco (Consolat-General)
- Guatemala
  - Ciutat de Guatemala (Ambaixada)
- Mèxic
  - Ciutat de Mèxic (Ambaixada)
- Panamà
  - Ciutat de Panamà (Ambaixada)
- Paraguai
  - Asunción (Ambaixada)
- Perú
  - Lima (Ambaixada)
- República Dominicana
  - Santo Domingo (Ambaixada)
- Veneçuela
  - Caracas (Ambaixada)
- Xile
  - Santiago de Xile (Ambaixada)

## Asia
- Aràbia Saudita
  - Al-Riyad (Ambaixada)
- Armènia
  - Erevan (Ambaixada)
- Corea del Sud
  - Seül (Ambaixada)
- Emirats Àrabs Units
  - Dubai (Abu Dhabi (ciutat)|Abu Dhabi)
- Índia
  - Nova Delhi (Ambaixada)
- Indonèsia
  - Jakarta (Ambaixada)
- Iran
  - Teheran (Ambaixada)
- Israel
  - Tel-Aviv (Ambaixada)
- Japó
  - Tòquio (Ambaixada)
- Líban
  - Beirut (Ambaixada)
- Malàisia
  - Kuala Lumpur (Ambaixada)
- Palestina
  - Ramallah (Ambaixada)
- Qatar
  - Doha (Ambaixada)
- Turquia
  - Istanbul (Consolat-General)
- Vietnam
  - Hanoi (Ambaixada)
- R.P. de la Xina
  - Pequín (Ambaixada)
  - Xangai (Consolat-General)

## Europa
- Alemanya
  - Berlín (Ambaixada)
  - Hamburg (Consolat-General)
- Àustria
  - Viena (Ambaixada)
- Bèlgica
  - Brussel·les (Ambaixada)
- Ciutat del Vaticà
  - Ciutat del Vaticà (Roma) (Ambaixada)
- Espanya
  - Madrid (Ambaixada)
  - Barcelona (Consolat-General)
  - Santiago de Compostel·la (Consolat-General)
  - València (Consolat-General)
- Finlàndia
  - Hèlsinki (Consolat-General)
- França
  - París (Ambaixada)
- Grècia
  - Atenes (Ambaixada)
- Itàlia
  - Roma (Ambaixada)
  - Milà (Consolat-General)
- Països Baixos
  - La Haia (Ambaixada)
- Portugal
  - Lisboa (Ambaixada)
- Regne Unit
  - Londres (Ambaixada)
- Romania
  - Bucarest (Ambaixada)
- Rússia
  - Moscou (Ambaixada)
- Suècia
  - Estocolm (Ambaixada)
- Suïssa
  - Berna (Ambaixada)

## Oceania
- Austràlia
  - Canberra (Ambaixada)
  - Sydney (Consolat-General)

## Organitzacions multilaterals
- Brussel·les (Missió de l'Uruguai a la Unió Europea)
- Ginebra (Missió de l'Uruguai a les Nacions Unides i altres organitzacions internacionals)
- Nova York (Missió de l'Uruguai a les Nacions Unides)
- París (Missió de l'Uruguai a la UNESCO)
- Roma (Missió Permanent de l'Uruguai a l'Organització per a l'Alimentació i l'Agricultura)
- Viena (Missió Permanent de l'Uruguai a les Nacions Unides)
- Washington DC (Missió Permanent de l'Uruguai a l'Organització dels Estats Americans)